# Kuvait az olimpiai játékokon
Kuvait az 1968-as olimpiától kezdődően a 2016-os játékok kivételével valamennyi nyári olimpiai játékokon részt vett, de télin még egyszer sem.
A 2016-os riói olimpián az ország sportolói semleges színekben vettek részt, mivel a Nemzetközi Olimpiai Bizottság felfüggesztette Kuvait tagságát túlzott politikai befolyás miatt. Ezen az olimpián a kuvaiti Fehajd ed-Díháni férfi dupla trap sportlövészetben aranyérmet nyert, ezzel ő lett az első független színekben versenyző sportoló az olimpiákon, aki bajnok tudott lenni.
Kuvait sportolói eddig három olimpiai érmet nyertek.
A Kuvaiti Olimpiai Bizottság 1957-ben alakult meg, a NOB 1966-ban vette fel tagjai közé.

## Érmesek
| Érem  | Név                | Olimpia      | Sport         | Versenyszám      |
| ----- | ------------------ | ------------ | ------------- | ---------------- |
| Bronz | Fehajd ed-Díháni   | 2000, Sydney | Sportlövészet | Férfi dupla trap |
| Bronz | Fehajd ed-Díháni   | 2012, London | Sportlövészet | Férfi trap       |
| Bronz | Abdullah Alrashidi | 2020, Tokió  | Sportlövészet | Férfi skeet      |

## Éremtáblázatok

### Érmek a nyári olimpiai játékokon
| Olimpia              | Arany                                    | Ezüst                                    | Bronz                                    | Összesen                                 |
| 1968, Mexikóváros    | 0                                        | 0                                        | 0                                        | 0                                        |
| 1972, München        | 0                                        | 0                                        | 0                                        | 0                                        |
| 1976, Montréal       | 0                                        | 0                                        | 0                                        | 0                                        |
| 1980, Moszkva        | 0                                        | 0                                        | 0                                        | 0                                        |
| 1984, Los Angeles    | 0                                        | 0                                        | 0                                        | 0                                        |
| 1988, Szöul          | 0                                        | 0                                        | 0                                        | 0                                        |
| 1992, Barcelona      | 0                                        | 0                                        | 0                                        | 0                                        |
| 1996, Atlanta        | 0                                        | 0                                        | 0                                        | 0                                        |
| 2000, Sydney         | 0                                        | 0                                        | 1                                        | 1                                        |
| 2004, Athén          | 0                                        | 0                                        | 0                                        | 0                                        |
| 2008, Peking         | 0                                        | 0                                        | 0                                        | 0                                        |
| 2012, London         | 0                                        | 0                                        | 1                                        | 1                                        |
| 2016, Rio de Janeiro | Független résztvevők között vettek részt | Független résztvevők között vettek részt | Független résztvevők között vettek részt | Független résztvevők között vettek részt |
| 2020, Tokió          | 0                                        | 0                                        | 1                                        | 1                                        |
| 2024, Párizs         | 0                                        | 0                                        | 0                                        | 0                                        |
| Összesen             | 0                                        | 0                                        | 3                                        | 3                                        |

## Érmek sportáganként

### Érmek a nyári olimpiai játékokon sportáganként
| Kuvait érmei a nyári olimpiai játékokon sportáganként | Kuvait érmei a nyári olimpiai játékokon sportáganként | Kuvait érmei a nyári olimpiai játékokon sportáganként | Kuvait érmei a nyári olimpiai játékokon sportáganként | Az olimpiai zászlaja |

| Sportág       | Arany | Ezüst | Bronz | Összesen |
| ------------- | ----- | ----- | ----- | -------- |
| Sportlövészet | 0     | 0     | 3     | 3        |
| Összesen      | 0     | 0     | 3     | 3        |